# Papilio slateri
Papilio slateri са вид насекоми от семейство Лястовичи опашки (Papilionidae).
Разпространени са в Югоизточна Азия, от Западен Бенгал до южен Китай и Индонезия. Видът е мимикриращ, наподобяващ на външен вид пеперудите от род Euploea.